# Solvayův lom (Křižany)

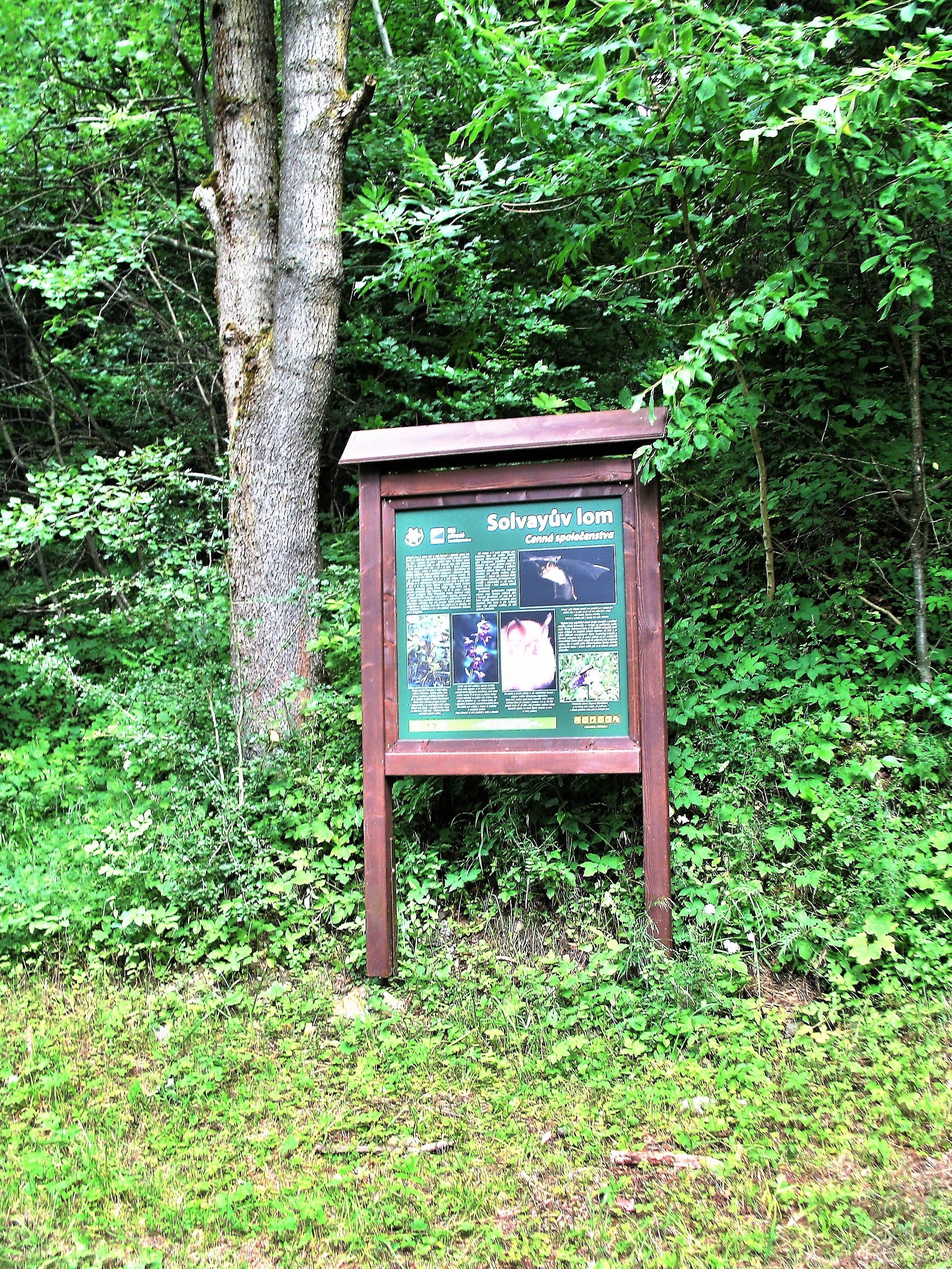
Informační tabule, instalovaná v roce 2017 v prostoru bývalého lomu

Třípatrový Solvayův lom býval nejrozlehlejším vápencovým lomem v oblasti Ještědského hřbetu. Nachází se na katastru obce Křižany v okrese Liberec ve stejnojmenném kraji.

## Geografická poloha a geologie
Bývalý lom se nachází v nadmořské výšce 600 metrů na jihozápadním úbočí hory Lom (683 m n. m.) v oblasti Přírodního parku Ještěd. Jedná se o území geomorfologického okrsku Kryštofovy hřbety, který náleží do podcelku Ještědský hřbet, jenž je součástí celku Ještědsko-kozákovský hřbet. Územím prochází tektonická linie lužické poruchové zóny – Lužického zlomu. Důkazem tektonického postižení lokality je místo v lomu, kde byla odkryta ležatá vrása v devonských vápencích a fylitických břidlicích. Z geologického hlediska je možno lom považovat za významný studijní profil.
Od železniční stanice Křižany na železniční trati č. 86 Liberec - Česká Lípa je někdejší lom vzdálen vzdušnou čarou zhruba 0,5 km směrem na severozápad. Severozápadně od Solvayova lomu se v prostoru sedla pod horou Lom, kde je kaple sv. Kryštofa z roku 1763 a křižovatka turistických cest, nachází prameniště Zdislavského potoka.

## Historie
Lom nad křižanským nádražím byl činný až do 20. let 20. století. Vytěžený vápenec byl dopravován lanovkou na nádraží a odtud byl po železnici převážen do Neštěmic u Ústí nad Labem, kde byl z něj takzvanou Solvayovou metodou vyráběna soda. Zprávu, že ložisko vápence v Křižanech je vyčerpáno, podal neštěmický závod nadřízenému ředitelství společnosti Rakouského spolku pro chemickou a hutní výrobu již v roce 1915 a v následujících letech započala příprava na zahájení těžby této suroviny v nové lokalitě na Berounsku - v pozdějších Solvayových lomech u Svatého Jana pod Skalou.

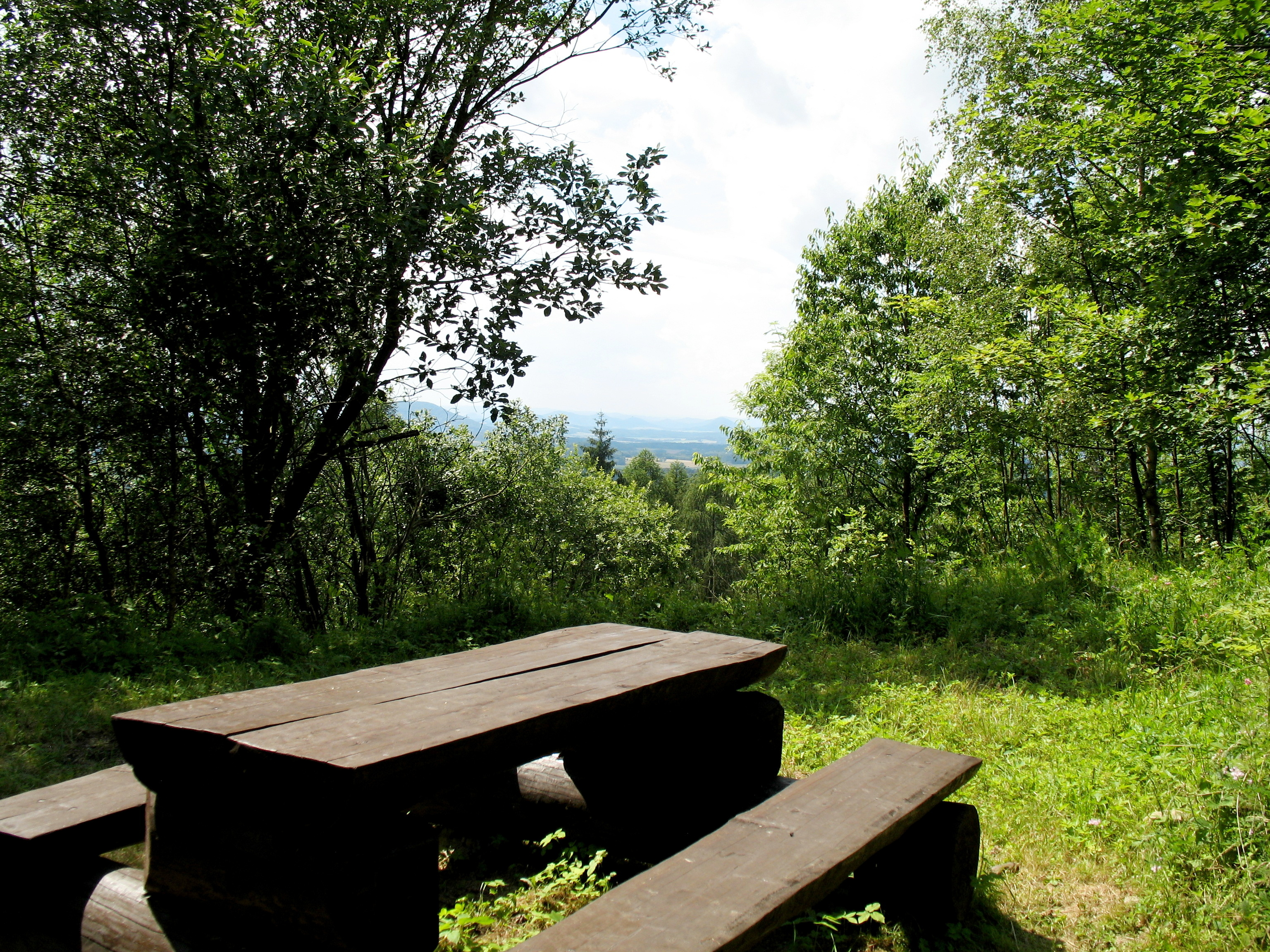
Posezení pro návštěvníky lomu

Po téměř 100 letech od ukončení těžby se výrazně změnilo prostředí bývalého lomu, vše pohltila příroda. V té souvislosti se zde objevily  pozoruhodné a vzácné druhy rostlin a živočichů.  Členové Základní organizace Českého svazu ochránců přírody při Správě Chráněné krajinné oblasti Jizerské hory se proto rozhodli toto pozoruhodné místo zpřístupnit veřejnosti. Za podpory programu společnosti NET4GAS „Blíž přírodě“ a Lesů České republiky vybudovali okružní stezku lomem, doplněnou o informační tabule, venkovní posezení  a odbočky k Loupežnické jeskyni a k tzv. Krásné vyhlídce nad jeskyní. Stezka s informacemi o Solvayově lomu byla slavnostně zpřístupněna 15. června 2017.

## Flóra a fauna
V bývalém lomu roste jedna z tuzemských orchidejí – kruštík tmavočervený (Epipactis atrorubens), která zde kvete na přelomu května a června. O něco výše se v lomu nachází místo, kde se vyskytuje drobný hořeček brvitý (Gentianopsis ciliata), kvetoucí na podzim. Dalším ohroženým rostlinným druhem je okrotice bílá (Cephalanthera damasonium). V prostoru lomu žije řada druhů denních i nočních motýlů, z ohrožených druhů živočichů se zde vyskytuje například mlok skvrnitý nebo mravenec lesní. V jeskyních a krasových dutinách, které byly odkryty těžbou, bylo registrováno deset různých druhů netopýrů, mezi jinými např. netopýr velký, netopýr vodní, netopýr vousatý a další.